# Francisco María Oreamuno Bonilla

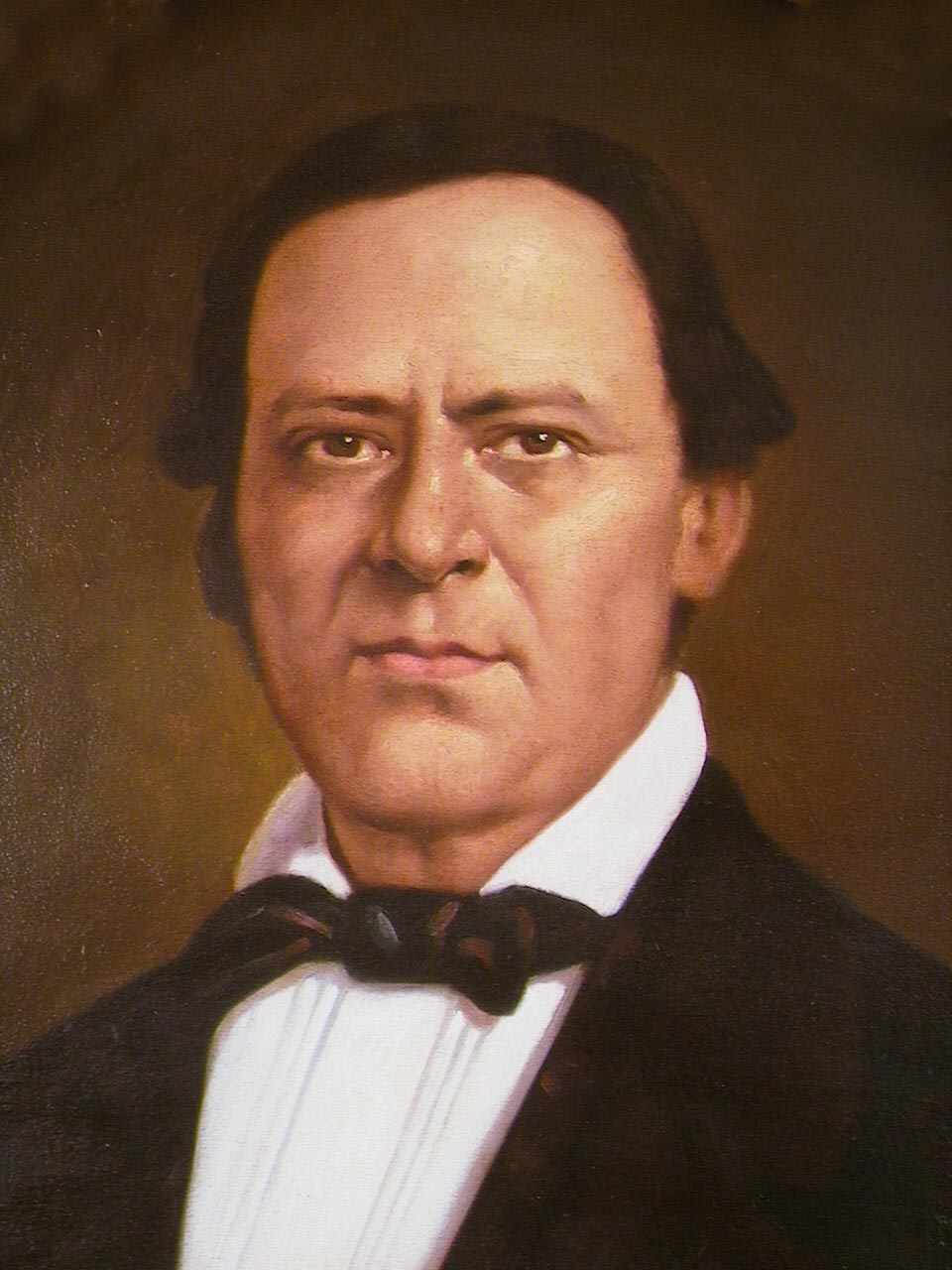
Francisco María Oreamuno Bonilla

Francisco María Oreamuno Bonilla (* 4. Oktober 1801 in Cartago; † 23. Mai 1856 in San José) war von 29. November 1844 bis 7. Juni 1846 Jefe de Estado von Costa Rica.

## Leben
Seine Eltern waren Justa de Bonilla y Laya-Bolívar und Isidro de Oreamuno y Alvarado. In Cartago studierte er lateinische Grammatik beim Priester Hipólito Calvo Rosales und Geisteswissenschaften mit Bachelor Rafael Francisco Osejo.
Am 7. Juni 1827 heiratete er in Carthago Agustina Gutiérrez y La Peña-Monje, die Tochter von Josefa de La Peña-Monje y La Cerda und Agustín Gutiérrez Lizaurzábal. In dieser Ehe wurden vier Kinder geboren: María Esmeralda, Francisco José, Jesús María y Salvador Oreamuno y Gutiérrez.
Er betätigte sich im Kreis der Republikaner von Cartago. 1824 war er Juez de Minas, 1826 wurde er dritter Bürgermeister von Carthago. Von 1826 bis 1828 war er Abgeordneter für Carthago.
Von 1826 bis 1827 war er Mitglied des Rechnungshofes. 1831 war er Stadtrat und Landrat des Municipios von Cartago. Von 1831 bis 1838 war er Beamter der Zollbehörden der Zentralamerikanischen Konföderation in Puntarenas. 1838 und 1842 war er Generalminister, 1838 war er ständiger Vertreter von Costa Rica in Nicaragua. 1841 war er Richter der ersten Instanz von Cartago. Von 1843 bis 1844 war er Mitglied der verfassungsgebenden Versammlung. Von 1843 bis 1844 war er stellvertretender Jefe de Estado. 1847 war er Minister für Krieg und Marine. Von 1849 bis 1850 war er Gouverneur von Cartago. Von 1850 bis 1856 war er stellvertretender Präsident sowie Vorsitzender des Parlamentes. Bei den Wahlen 1844 wurde der Jefe de Estado nicht mehr durch die Cabildos gewählt, sondern durch eine direkte Wahl. Francisco Maria Oreamuno Bonilla trug gegenüber dem Amtsinhaber José María Alfaro Zamora und weiteren 29 Kandidaten den Sieg davon. Er trat sein Amt am 29. November 1844 an und reichte am 17. November 1844 seinen Rücktritt ein, welcher nicht angenommen wurde, und wurde von Rafael Moya Murillo (1844–1845) und José Rafael de Gallegos y Alvarado (1845–1846) ersetzt und er zog sich nach Cartago zurück.
Im April 1845 setzte ihn das Parlament ab und strengte ein Strafverfahren wegen Verlassens des Postens an, er blieb aber Präsident bis am 7. Juni 1846, José María Alfaro Zamora mit einem Militärputsch die Verfassung brach und das Amt usurpierte.
Oreamuno war Eigentümer teurer Immobilien in der Provinz Cartago, er widmete sich dem Kaffeeanbau und der Rinderzucht. Er war Korrespondent für die Wochenzeitung La Paz y el Progreso. Er starb an Cholera, als er dem Parlament vorsaß und Stellvertretender Präsident war. 1914 wurde ein Cantón der Provinz Cartago mit dem Cantónssitz San Rafael, Oreamuno benannt.
Jesús Jiménez Zamora, sein Sohn, und Ricardo Jiménez Oreamuno, sein Enkel, wurden ebenfalls Präsidenten der Republik.